# Valentin Pavlov
Pour les articles homonymes, voir Pavlov.
 (avril 2017).
Si vous disposez d'ouvrages ou d'articles de référence ou si vous connaissez des sites web de qualité traitant du thème abordé ici, merci de compléter l'article en donnant les références utiles à sa vérifiabilité et en les liant à la section « Notes et références ».
Valentin Sergueïevitch Pavlov (en russe : Валентин Сергеевич Павлов), né le 26 septembre 1937 à Moscou et mort le 30 mars 2003 dans la même ville, est un homme politique soviétique, devenu banquier après la dissolution de l'Union soviétique.
Il fut le seul à porter le titre de Premier ministre de l'Union soviétique de janvier à août 1991 et fut à ce titre le dernier chef du gouvernement de l’URSS. Il fit partie des ultra-conservateurs du Parti communiste soviétique qui tentèrent le putsch d'août 1991 contre Mikhaïl Gorbatchev.

## Biographie

### Ministre des Finances
Pavlov étudia à l'Université des finances du gouvernement russe, puis occupa le poste de fonctionnaire économiste au ministère des Finances dès 1959. Il adhéra au Parti communiste de l'Union soviétique en 1962. Il commença à travailler pour le Comité étatique pour la planification - ou Gosplan - dès 1979, et devint membre de son comité deux ans après. Il occupa la charge de chef des Finances du Gosplan, partie du comité étant chargé de surveiller tous les aspects de l'économie planifiée du pays. De janvier à août 1986, il travailla comme premier adjoint de Boris Gostev, alors ministre des Finances.
Il fut nommé président de la Commission d'État aux Prix le 15 août 1986 et resta à ce poste jusqu'au 7 juin 1989. Durant cette période ainsi que durant sa carrière de ministre, il a soutenu la proposition de réforme de centralisation des prix soumise par Nikolaï Ryjkov, le président du Conseil des ministres. Il succéda à Gostev en 1989 comme ministre des Finances du gouvernement de Ryjkov. Il était le seul ministre du gouvernement à avoir également le titre de membre du Présidium du Conseil des ministres.
Avec Édouard Chevardnadzé, ministre des Affaires étrangères, Pavlov était l'un des deux seuls candidats du deuxième gouvernement Ryjkov à être élu par une grande majorité du Soviet suprême.
En tant que ministre des Finances, Pavlov fut partisan de la mercantilisation de l'économie soviétique, ayant supervisé une augmentation rapide de la masse monétaire et de l'inflation que cela entraîna. Il établit également un taux de change entre le rouble et le dollar américain sur le marché noir soviétique. Il alla même jusqu'à se vanter en 1993 d'avoir dupé des banques occidentales et les créanciers à propos des réserves en or en l'URSS alors qu'il était ministre puis lorsqu'il a été Premier ministre.
En 1989, il réunit suffisamment d'informations sur les erreurs et les omissions d'Ivan Silaïev pour le déstabiliser dans sa fonction de vice-Premier ministre. Ce dernier ne le lui pardonna jamais et leurs relations ne furent que plus glaciales lorsque Pavlov accéda au poste de Premier ministre.

### Premier ministre
Après la démission de Ryjkov et de son gouvernement, il est élu à sa place comme homme de compromis. Lui et ses vice-Premiers ministres, Vladimir Velitchko et Vitaly Dogoujiev, furent approuvés par le Soviet suprême le 14 janvier, tandis que ses ministres se joignirent au pas dans les semaines qui suivirent.
Il était considéré comme un conservateur et la presse nationale le qualifia d'« homme intrépide et complexe » qui n'était pas pour un libéralisme absolu mais qui était convaincu que l'Union soviétique demeurait bien plus oppressante à l'encontre des travailleurs que ne l'étaient les sociétés capitalistes les plus évoluées.
L'une de ses premières mesures en tant que Premier ministre fut de déplacer le siège du gouvernement du Kremlin vers l'ancien siège du Commission d'État à la Construction afin de renforcer sa position.

### Réforme monétaire
Le 22 janvier 1991 Pavlov entrepris une réforme monétaire, qui sera la dernière de l'Union soviétique, et dont l'objectif était de faire transvaser l'argent destiné à la redistribution vers la production de biens, qui venaient à manquer.
Dans un discours, il déclara que la raison à un tel choix était la conviction du gouvernement que l'argent qui circulait au sein de l'Union soviétique provenait de marchés étrangers, alimentant ainsi une inflation. Bien qu'étant alors ridiculisé par la presse, ses propos furent vérifiés trois ans plus tard.
Après la tentative de coup d'État du 19 août 1991 où il fut partie prenante, il fut emprisonné jusqu'en janvier 1993 où il fut amnistié. En 1994, il est devenu président de la Tschasprombank, puis de 1995 à 1997 conseiller à la Promstroibank et finalement pour l'entreprise russo-américaine BMS.

## Distinctions
- Ordre de Lénine
- Ordre de l'Insigne d'honneur